# Ligue fédérale de hockey des espoirs
Ne pas confondre avec la Ligue fédérale de hockey amateur.
Pour les articles homonymes, voir FHL.
 (octobre 2017).
Si vous disposez d'ouvrages ou d'articles de référence ou si vous connaissez des sites web de qualité traitant du thème abordé ici, merci de compléter l'article en donnant les références utiles à sa vérifiabilité et en les liant à la section « Notes et références ».
La Ligue fédérale de hockey des espoirs, en anglais : Federal Prospects Hockey League - FPHL (anciennement Ligue fédérale de hockey ou FHL, en anglais : Federal Hockey League - FHL) est une association sportive professionnelle nord-américaine regroupant six équipes de hockey sur glace du Midwest et du Nord-Est des États-Unis. Elle a inclus par le passé des équipes en Ontario, au Canada.

## Équipes
| Franchise                   |
| --------------------------- |
| Rock Lobsters d'Athens      |
| Zydeco de Baton Rouge       |
| Bobcats de Blue Ridge       |
| Thunderbirds de la Caroline |
| River Dragons de Columbus   |
| Sea Wolves du Mississippi   |
| Moccasins de Monroe         |

| Franchise                 |
| ------------------------- |
| Black Bears de Binghamton |
| Hat Tricks de Danbury     |
| Dashers de Danville       |
| Venom de Hudson Valley    |
| Rockers de Motor City     |
| Prowlers de Port Huron    |
| Wolves de Watertown       |